# Mezőszopor
Mezőszopor (románul: Soporu de Câmpie) falu Romániában, Erdélyben, Kolozs megyében.

## Fekvése
Kolozsvártól 49 kilométerrel délkeletre, a Mezőségen fekszik.

## Nevének eredete
Neve szláv eredetű személynévből keletkezett (azonos forrásból való, mint a magyar szapora melléknév). Először 1320-ban említik, Zupur alakban, majd 1450-ben Zopor és 1760–62-ben Mező-Szopor.

## Története
A Măzăriște határrészben 270 körül felhagyott dák temetőt ástak ki, 189 sírral. A középkorban katolikus falu volt, de az újkorban főként románok lakták. 1658–61-ben elpusztult.
1880-ban 694 lakosából 495 volt román, 103 magyar és 96 cigány anyanyelvű; 515 ortodox, 99 református, 29 görögkatolikus, 26 római katolikus és 19 zsidó vallású.
2002-ben 1266 lakosából 1079 volt román és 181 cigány nemzetiségű; 1031 ortodox, 74 pünkösdi és 40 baptista vallású.

## Nevezetességek
- Ma is aktív cigánybandáinak (Carol Covaci „Gaciu”, Alexandru Ciurcui) és felvételeiknek köszönhetően a mezőszopori román népi táncmuzsika bekerült a magyar táncházak repertoárjába.
- A falu és Magyarfráta között 1992-ben alapítottak ortodox kolostort.

## Híres szülöttei
- Vasile Suciu (1942–2013) román válogatott labdarúgó